# علی اشکان‌نژاد
علی اشکان‌نژاد (زاده ۱۳۶۱، تهران) نویسنده، کارگردان هنری، و مدرس فلسفه می‌باشد. وی به ترتیب در رشته‌های ادیان و عرفان و فلسفه غرب کارشناسی و کارشناسی ارشد را به پایان رساند. حاملگی خانم آمائه چی عنوان اولین اثر از سری کتاب‌های مصور وی است. کتاب‌های او جزو آثار بحث‌برانگیز به‌شمار می‌آیند.
از تفاوت آثار او با آثار دیگر نویسندگان معاصر ایرانی که در قالب داستان کوتاه فعالیت می‌کنند؛ به‌کارگیری تصویرهای متعدد در هر کتاب می‌باشد. امری که برخی آثار او را از سویی به داستان مصور نزدیک کرده و از سویی می‌توانند نوعی جدید از مانگا به حساب بیایند. از نوشته‌های غیر داستانی وی به مقالات اجتماعی اش در نشریات اشاره کرد.
در میان آثاری که کارگردانی کرده‌است، هنر ویدئویی «جوراب» را می‌توان اولین نئو مستند ایرانی دانست. همچنین علی اشکان‌نژاد باور خود را به تقدم روانکاوی بر فلسفه در قالب یکی از ویدئو آرت‌هایش به همین عنوان بیان کرده‌است.

## آثار

### کتاب
- پا (داستان مصور)، نشر کلیدر، ۱۳۹۳[۶]
- حاملگی خانم آمائه چی، پیمان رحیمی زاده (تصویرگر)، نشر میانه، تهران، ۱۳۹۴[۷][۸]
- تله‌های زرد قدیمی، علی رومانی (تصویرگر)، نشر میانه، تهران، ۱۳۹۴[۹]
- کارخانجات صنعتی تولید پیچ و مهره، مجید حیدری (تصویرگر)، نشر میانه، تهران، ۱۳۹۵[۱۰][۱۱][۱۲]
- مردی که گریپ فروت پوست می‌کند.، مسعود غفاری (تصویرگر)، نشر میانه، تهران، ۱۳۹۴[۱۳]
- کیسه دار، مجید حیدری (تصویرگر)، رامین بهنا (آهنگساز)، نشر میانه، تهران، ۱۳۹۴[۱۴]
- روز جهانی کالباس، علی‌اصغر ابراهیمی نیکو (تصویرگر)، نشر میانه، تهران، ۱۳۹۵[۱۵][۱۶]
- اخراج سرگین غلتان، نغمه نبئی (تصویرگر)، نشر میانه، تهران، ۱۳۹۵
- دراز، پیمان رحیمی زاده (تصویرگر)، نشر میانه، تهران، ۱۳۹۷[۱۷]

### تاتر
- زیستن بر مشیِ کرکس (پرفورمنس آرت) (نویسنده)، مجید حیدری و نسیم تیمورپور (کارگردان)، عمارت روبرو (۲۲ دی ۱۳۹۶)
- لثه‌های پشت دندان‌هایت را آزار بده (نویسنده)، محمد معیری (کارگردان)، خاطره حاتمی (بازیگر)، تماشاخانه شانو (۲۰ دی ۱۳۹۷)[۱۸][۱۹]
- اثر مخرب (نویسنده و کارگردان)، خانه نمایش مهرگان (۲۲ دی ۱۳۹۷)[۲۰][۲۱]
- زن خواب‌هایش را در صف نانوایی تعریف می‌کند (نویسنده)، نسیم تیمورپور (بازیگر)، تماشاخانه شانو (۱۸ اسفند ۱۳۹۷)

### ویدئو آرت
- Horizontale Abtastung 2016 (کارگردان)
- Toward detriments of boiled beets 2016 (کارگردان)
- Black Blue 2016 (کارگردان)
- Knee and behind the knee 2016 (کارگردان)
- Craft Glue (monologue)  2017 (کارگردان)
- Milky Way Galaxy (monologue)  2017 (کارگردان)
- The Code (Modern Order)  2017 (کارگردان)
- The Priority of Psychoanalysis to Philosophy  2017 (کارگردان)
- AGA AGA  2017 (کارگردان)
- Fourth Metacarpophalangeal Joint  2017 (کارگردان)[۲۲]
- Daughter 2017 (کارگردان)
- How to Lubricate the Ball Bearings? or The Importance of Fireproof Grease  2018 (کارگردان)
- The Descipline (Modern order)  2018 (کارگردان)
- فنر (نویسنده)، نسیم تیمورپور (کارگردان)، دهمین جشنواره بین‌المللی هنرهای تجسمی فجر (۲۰ بهمن ۱۳۹۶)
- 2020 Sticky (کارگردان)
- درخت به تنباکو میل دارد (نویسنده) (فروردین ۱۳۹۹)[۲۳]
- پنج «بهار» به اسپاگتی گفتند: بله یک کلاغ گفت: نه (نویسنده) (اردیبهشت ۱۳۹۹)
- شینهو السَّمَک زُبِیدی؟ (نویسنده) (خرداد ۱۳۹۹)
- 2021 Evacuation (نویسنده و کارگردان)

### مستند
- نئو مستند جوراب (کارگردان) (1396)[۲۴]
- مستند کارگاه شمع سازی (کارگردان) (۱۳۹۶)[۲۵]
- مستند کماچ سهن (نویسنده) (اسفند ۱۳۹۸)[۲۶]

### نمایش عروسکی
- مشیانه (تهیه‌کننده)، نسیم تیمورپور (نویسنده و کارگردان)

### نمایشگاه
- خراب خوره (کیوریتور)، نمایشگاه گروهی عروسک، گالری آ، (خرداد ۱۳۹۸)[۲۷][۲۸]